# Dalma Garden Mall
Dalma Garden Mall (вірм. Դալմա Գարդեն Մոլ) — вірменський торговий центр. Розташований недалеко від пагорба Цицернакаберд у вірменській столиці — місті Єреван. Це перший торговий центр у Вірменії.

## Історія
Проект був анонсований у 2009 році і торговий центр був відкритий у жовтні 2012 року. торговий центр був побудований компанією "Tashir Group" на чолі з російським бізнесменом вірменського походження Самвелом Карапетяном. На церемонії відкриття був присутній Президент Вірменії Серж Саргсян.